# Шевченко, Василий Иванович (горняк)
Шевченко Василий Иванович (род. 1935, Белгородская область) — советский горняк, машинист экскаватора криворожского Южного горно-обогатительного комбината имени XXV съезда КПСС. Лауреат Государственной премии УССР в области науки и техники (1981).

## Биография
Родился в 1935 году на территории Белгородской области.
Получил среднее образование.
В 1957—1991 годах — слесарь, машинист экскаватора рудника Южного горно-обогатительного комбината имени XXV съезда КПСС (Кривой Рог).
Выдающийся производственник, рационализатор и наставник, создал школу передового опыта. Инициатор трудовых починов, победитель годовых соревнований, ударник пятилеток, член «Клуба миллионеров». Испытывал новые модели экскаваторов, сотрудничал с конструкторами.

## Награды
- Государственная премия УССР в области науки и техники (1981) — за выдающиеся достижения в труде[2];
- Заслуженный шахтёр Украины;
- Премия советских профсоюзов имени А. И. Семиволоса;
- Орден Октябрьской Революции;
- Дважды орден Трудового Красного Знамени.